# DAH Gruppe
Die DAH Gruppe (auch Deutsche Agrar Holding oder DAH) ist eine Unternehmensgruppe in der Energiewirtschaft und Landwirtschaft. Das Unternehmen bewirtschaftet nach eigenen Angaben rund 20.000 Hektar Acker- und Grünland und gehört damit zu den größten Agrarbetrieben in Deutschland. Die Unternehmen der DAH Gruppe erhielten im Jahr 2022 zusammen 5.508.818,42 Euro Agrarsubventionen im Rahmen der Gemeinsamen Agrarpolitik der EU.
Die Geschäftsanschrift des Unternehmens befindet sich in Oranienburg und die Verwaltung sitzt in Hamburg. Seit September 2023 ist die DAH Gruppe im Besitz des Finanzinvestors Igneo Infrastructure Partners. Neben dem Ackerbau gehören der Betrieb von 22 Biogasanlagen, Photovoltaikanlagen und die Rinderhaltung zu den Geschäftsbereichen des Unternehmens.

## Geschichte
Die DAH Gruppe entstand im Jahr 2016 mit der Gründung der Deutsche Agrar Holding GmbH. Der Zweck der Gesellschaft war die Übernahme der insolventen KTG Agrar SE mit einem Großteil ihrer bewirtschafteten Flächen durch die Gustav-Zech-Stiftung (Zech Group). Die Stiftung übernahm zu diesem Zeitpunkt außerdem 50,06 % der ebenfalls insolventen KTG Energie AG. Mit der Aufhebung des Insolvenzverfahrens der KTG Energie am 30. Juni 2017 erklärte die DAH Gruppe die Übernahme der KTG-Insolvenzmasse für abgeschlossen. 2017 arbeiteten nach eigenen Angaben 440 Mitarbeiter für die Unternehmensgruppe.
Im März 2017 kam es in Wuthenow in Brandenburg zur Havarie in einer Biogasanlage der DAH. Bei dem Vorfall traten rund 2 Millionen Liter Gärreste aus einem Lagerbehälter aus und liefen in einen angrenzenden Wassergraben. 14.000 m³ Wasser wurden aus dem Graben gepumpt und 100 m³ Boden mussten entsorgt werden. Die Verunreinigung des naheliegenden Ruppiner Sees konnte verhindert werden. Das Unternehmen kündigte nach dem Vorfall an, dass ein Schutzwall um die Anlage errichtet würde.
Ende August 2023 verkaufte die Gustav-Zech-Stiftung die DAH Gruppe an die Investmentgesellschaft Igneo Infrastructure Partners, die Teil der Vermögensverwaltungsgesellschaft First Sentier Investors mit Sitz in Sydney (Australien) ist. First Sentier gehört wiederum vollständig zur japanischen Mitsubishi UFJ Financial Group.

## Unternehmensstruktur
Innerhalb der Unternehmensgruppe fungiert die DAH Energie GmbH als Muttergesellschaft für zahlreiche Tochterunternehmen. Nach Darstellung des Unternehmens werden „die Agrarflächen [...] von mehr als 30 Landwirtschaftsbetrieben an über zehn Standorten betrieben [sic]“.
| Standort                  | Unternehmen |
| ------------------------- | --- |
| Brenz                     | Biogas Produktion Brenz GmbH, Biogas Produktion Brenz Verwaltungsgesellschaft mbH |
| Breydin                   | LAE Landhof Agrar und Energie GmbH |
| Flechtingen               | Biogas Produktion Flechtingen GmbH, Zur Spetze Agrarproduktionsgesellschaft mbH |
| Linthe                    | AGL Agrar GmbH Linthe, Incofarming Agrarprodukt und Service GmbH |
| Luckaitztal               | AGRAR GmbH Landwirtschaftlicher Produktionsbetrieb Altdöbern, Biogas Produktion Schöllnitz GmbH, Schöllnitz Agrar GmbH |
| Marienfließ               | Landwirtschaftliche Produktionsgesellschaft mbH Frehne Eins |
| Markranstädt              | Naturgas Quesitz GmbH |
| Niederer Fläming          | Biogas Produktion Nonnendorf GmbH & Co. KG, NGH Agrar Hohenseefeld GmbH, NGH Agrar Nonnendorf GmbH |
| Oberkrämer                | Biogas-Produktion Vehlefanz GmbH |
| Oranienburg               | Agrar GmbH Seebeck, Agrar und Handels GmbH Mühlenbeck, Agrar ZG Projektbeteiligungs GmbH, Agro GmbH Germendorf, Bio-Energiezentrum Frehne GmbH, Bio-Energiezentrum Ringleben GmbH, Biogas Investor GmbH, Biogas Produktion Aschersleben GmbH, Biogas Produktion Hornow GmbH, Biogas Produktion Schmilau GmbH, DAH Beerengarten GmbH, DAH Engineering GmbH, DAH Holding GmbH, DAH Photovoltaik 1. GmbH, DAH Photovoltaik 2. GmbH, DAH Photovoltaik 3. GmbH, DAH Photovoltaik 4. GmbH, DAH Photovoltaik 5. GmbH, DAH Photovoltaik 6. GmbH, DAH Photovoltaik 7. GmbH, Delta Neue Energien GmbH, Grüne Gase Luckaitztal GmbH, Landwirtschaftsbetrieb Ahrendt GmbH, PAE norus Agrar GmbH, PAE norus Marktfrucht GmbH, Roloff Agrar GmbH, SI norus Agrar GmbH, WI norus Agrar GmbH, Wuthenower Agrargesellschaft mbH, Wuthenower Milchproduktions GmbH |
| Perleberg                 | Biogas Produktion Perleberg Zwei GmbH |
| Putlitz                   | AGH Agrar GmbH Herzsprung, ATU Herzsprung Ackerbau und Tierzucht GmbH, Biogas - Produktion Putlitz GmbH, Landwirtschaftliche Produktionsgesellschaft mbH Frehne Zwei, Milchproduktion Papenbruch GmbH, PAE Agrarproduktions- und Verwaltungs-AG Putlitz, PAE / AVN Agrar GmbH, PAE Landbau GmbH, PAE Marktfrucht GmbH Putlitz, PAE Putlitz - Marienfließ Agrar GmbH, PAE Sonderkulturen GmbH, PAE Weiderind GmbH Putlitz, SF Agrar GmbH |
| Seegebiet Mansfelder Land | Biogas Produktion Röblingen GmbH |
| Seelow                    | Biogas Produktion Seelow GmbH |
| Stolpe an der Peene       | Biogas-Produktion Dersewitz GmbH |
| Teutschenthal             | Biogas Produktion Holleben GmbH, DAH Biomethan GmbH |
| Vierlinden                | Gut Marxdorf GmbH, Klages + Volmer GmbH, Podelziger Landwirtschafts GmbH |
| Wuthenow                  | Biogas Produktion Wuthenow GmbH |

## Kritik
Die Übernahme der insolventen KTG Agrar durch die Gustav-Zech-Stiftung wurde von landwirtschaftlichen Verbänden und politischen Parteien kritisiert. Im September 2016 war die damalige deutsche Bundesregierung von der Bundestagsfraktion der Partei Bündnis 90/Die Grünen aufgefordert worden, zur kompletten Übernahme des KTG-Vermögens durch die DAH Gruppe Stellung zu beziehen. In ihrer Antwort konstatierte die Bundesregierung, dass es den ostdeutschen Bundesländern „im Fall der Pleite der KTG Agrar nicht gelungen sei, agrarstrukturelle Ziele des Grundstückverkehrsgesetzes und des Landpachtverkehrsgesetzes umzusetzen.“ Beide Gesetze sähen den Vorrang für Landwirte auf dem Bodenmarkt vor und sollten eine „ungesunde Anhäufung von landwirtschaftlichen Pachtflächen“ vermeiden.
Die Arbeitsgemeinschaft bäuerliche Landwirtschaft (AbL) kritisierte die Übernahme im September 2016 ebenfalls. Ein Sprecher der AbL in Niedersachsen sagte gegenüber der Deutschen Presse-Agentur: „Das Land, das man über lange Zeit agrarindustriellen Investoren zur Verfügung gestellt hat, muss nun endlich wieder an mittelständisch-bäuerliche Familienbetriebe und Existenzgründer in Ostdeutschland statt an die Familienstiftung eines Baukonzerns verpachtet werden.“